# Isthmiade modesta
Isthmiade modesta là một loài bọ cánh cứng trong họ Cerambycidae.